# Juan Escutia, Nayarit
Juan Escutia är en ort i Mexiko.   Den ligger i kommunen Compostela och delstaten Nayarit, i den centrala delen av landet, 600 km väster om huvudstaden Mexico City. Juan Escutia ligger 863 meter över havet och antalet invånare är 1 017.
Terrängen runt Juan Escutia är huvudsakligen kuperad, men den allra närmaste omgivningen är platt. Runt Juan Escutia är det ganska glesbefolkat, med 47 invånare per kvadratkilometer. Närmaste större samhälle är Compostela, 8,5 km norr om Juan Escutia. Trakten runt Juan Escutia består till största delen av jordbruksmark.